# Golubcy
I golubcy (in russo: голубцы́, in ucraino: голубці, holubci, in slovacco: holúbky) o involtini di cavolo sono un piatto della cucina dell'Europa orientale e Slovacchia orientale, che ha analoghi nella cucina asiatica e mediorientale con un ripieno di carne o verdure tritate e riso e/o grano saraceno bollito, avvolto in foglie di cavolo. Esistono varietà con ripieni diversi. Piatti est-europei simili ai holubtsi sono ampiamente diffusi in Azerbaigian, Armenia, nei Balcani, in Kazakistan, Moldavia, Turchia e nei paesi dell'Asia Centrale.
Avvolgere i golubcy è un processo faticoso, ma a dire il vero esiste una più semplice variante i golubcy pigri. La loro preparazione è un processo che richiede meno tempo. Secondo la tradizione, i golubcy si preparano in una pentola, in un qazan o in forno. Esiste un gran numero di ricette per la preparazione dei holubtsi e l'importante risiede nella consistenza della pietanza pronta.

## Storia del nome

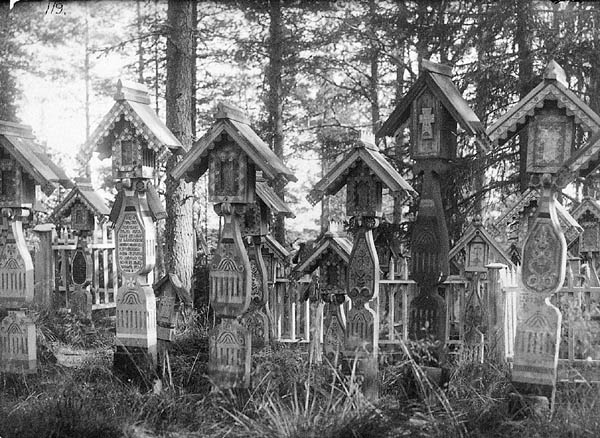
Esempi di golubcy come elemento architettonico.

In architettura la parola «golubéc» indica una struttura di tronchi o assi con una copertura a due spioventi e una croce su di essa, o una croce di legno con un tetto a due spioventi, che viene eretta sulle tombe. Si chiamava così anche una danza popolare russa. Si ritiene che il piatto chiamato «golubcy» sia comparso in tempi relativamente recenti, sotto l'influsso della cucina francese, di moda a quel tempo, nella quale si usava mangiare piccioni arrosto. Il piatto russo chiamato anche “голуби”/“gólubi”, in italiano “i piccioni”, inizialmente era preparato con carne trita avvolta in foglie di cavolo con il nome di “ложные голуби”/”lóžnye gólubi”, ovvero “falsi piccioni”. È anche opinione comune che il nome del piatto «голубцы»/”golubcy” provenga dal serbo, dove significa gnocchi.

## Gli involtini di cavolo in Ucraina
Nella zona dei Carpazi gli involtini di cavolo si preparano tradizionalmente con la farina di orzo, nella regione di Poltava invece, si usa prepararli con grano saraceno e ciccioli di maiale. I holubtsi in Ucraina si preparano non solo con le foglie di cavoli freschi, ma anche con i crauti, e spesso in primavera si utilizzano le foglie giovani di barbabietola. Nell'ovest dell'Ucraina si possono fare i holubtsi piccoli, tagliando le foglie di cavolo a pezzi, mentre nel sud e nell'est i holubtsi si fanno con le foglie intere. I holubtsi grandi sono considerati più succosi. Nella regione della Transcarpazia alla vigilia di Natale si preparano i holuptsi con i crauti, avvolgendo in essi il  ripieno di riso e funghi. A Leopoli i holuptsi con ripieno di patate grattugiate e salsa ai funghi sono considerati un piatto nazionale.

## Gli involtini di cavolo in Bielorussia
Al posto del riso nel ripieno si può aggiungere l'orzo perlato. In primavera per preparare i golubzy prima si utilizzavano le foglie fresche di rafano. In Bielorussia sono diffusi i golubzy con ripieno di purè di patate.